# Agaleptus fulvipennis
Agaleptus fulvipennis là một loài bọ cánh cứng trong họ Cerambycidae.